# Francisco Javier Llorens y Barba
Francisco Javier Llorens y Barba (Villafranca del Panadés, 23 de octubre de 1820-Barcelona, 23 de abril de 1872) fue un filósofo y catedrático. Profesor de la Universidad de Barcelona y fundador de la Escuela de filosofía de Barcelona en conjunto con su maestro Ramon Martí d'Eixalà.

## Biografía

### Primeros años
Miembro de una familia ilustrada de la comarca del Penedès (Barcelona) donde destacan sus abuelos, el agrarista ilustrado y benefactor Manuel Barba y Roca y el catedrático de derecho en Cervera, Francisco Javier Llorens y Nin. También fueron personajes relevantes sus tíos, el diputado Félix Barba y Rabella e Ignacio Santponç y Barba, catedrático en Barcelona. Su padre fue militar y luchó contra la invasión francesa. El joven Llorens recibió una gran influencia de su familia materna, su tío Félix Barba le orientó a la carrera de leyes, y fue el médico y filósofo Félix Janer y Bertrán quien estimuló su interés por la filosofía. En el ambiente cultural de Villafranca se hallaban los hermanos Milà y Fontanals, con quienes trataba a menudo Llorens que, por otra parte, no fue nunca dado a la vida social.
Cursados sus estudios secundarios entre Tarragona y Cervera, los superiores tuvieron por escenario la recuperada Universidad de Barcelona entre los años 1836 y 1845. Simultáneamente realizó las especialidades de Jurisprudencia, ocho años y Filosofía, cinco años. Siguió, además, otros cursos de ciencias naturales y matemáticas. Tuvo como compañeros a Manuel Milá y Fontanals, José Coll y Vehí, Francisco Pi y Margall, Joaquín Rubió y Ors, Narciso Monturiol y Estarriol y Manuel Durán y Bas, entre otros personajes destacados del conservadurismo, unos y del republicanismo otros, de la segunda mitad del siglo XIX. 
Como maestro más influyente en Llorens, cabe destacar a Ramon Martí d'Eixalà, profesor de filosofía y derecho, que contribuyó decididamente al ingreso en las aulas catalanas de la “filosofía escocesa o del sentido común” debida a Thomas Reid y Dugald Stewart, aunque Llorens prefirió los postulados de William Hamilton, beligerantes contra el optimismo hegeliano respecto a la absoluta capacidad del conocimiento humano. El espiritualismo de la filosofía escocesa era confrontado, en la universidad y en los círculos intelectuales, a las filosofías materialistas de todo signo, especialmente al sensualismo francés, al cientifismo excesivo y al krausismo importado por Julián Sanz del Río. Aunque Llorens no negaba el valor y la necesidad de las ciencias –fue aficionado a seguir su progreso- era hostil al retroceso de los valores espirituales que se verificaba en la nueva sociedad industrial. 
En su formación, a lo largo de toda su vida, cabe contar los numerosos viajes que realizó por distintos puntos de España; destacan los realizados por Andalucía, Castilla, País Vasco, Navarra, Aragón, Mallorca y también Francia. A ellos se deben los distintos epistolarios que aportan información sobre su personalidad, y su visión privilegiada de la diversidad cultural propia del país.

### Carrera docente
La entrada de Llorens al claustro universitario de Barcelona se produjo en 1846 como substituto de geografía, materia que tenía mucho que ver con la “filosofía de Herder”, según él explica en los apuntes de clase legados por algunos alumnos. En 1847 accedió a la sustitución de la asignatura de “Filosofía y su historia”, cátedra que ganó ese mismo año, así como la de “Psicología, ideología y lógica del Instituto”, que cedió a Pedro Codina y Vilá para dedicarse a la primera. Ese mismo año fue designado Secretario de la Facultad de Filosofía, cargo que ocupará intermitentemente.
A pesar de su reticencia a solicitar ascensos y promociones, en 1864 le fue concedida la categoría de catedrático de ascenso gracias a la influencia de su amigo Víctor Arnau, director general de Instrucción Pública entonces. En 1867 el ministro Gil de Zárate le ofreció una cátedra en la universidad madrileña; Llorens, muy unido a los suyos y a su tierra, la declinó; además nunca sintió inclinación a los honores y cargos. Durante 1869 superó los exámenes para la obtención del doctorado en su universidad, lo cual le facultaba para impartir clases en los recién instaurados, en Barcelona, estudios de doctorado.
La generación de Llorens fue la que consolidó la Universidad de Barcelona y la amplió con la apertura de la Escuela Industrial en 1851. Todo ello se debía a la acción política de los moderados catalanes como Agustín Yáñez, Ramón Anglasell, Juan Agell, Juan Cortada, Francisco Permanyer, Víctor Arnau o Antonio Bergnes de las Casas, que procuraron salvaguardar los intereses universitarios frente a leyes centralizadoras como el Plan Pidal (1845) y la Ley Moyano (1857). Esas y otras tensiones llevarían a la aparición del catalanismo político durante la siguiente generación.

### Corriente de pensamiento
El pensamiento más genuino de Llorens se deduce de la única obra que dio a la publicidad en vida y que fue la Oración inaugural del curso universitario 1854-1855. Este discurso supuso un estímulo plenamente romántico para el estudio historicista de la cultura, y para el cultivo de la filosofía, que fue aprovechado más tarde por dos de sus más destacados alumnos, Marcelino Menéndez Pelayo en el caso español, y Josep Torras y Bages en el catalán. En los apuntes correspondientes al citado curso 1854-1855, recogidos por el alumno Luis Álvarez, Llorens, siguiendo las teorías herderianas, vincula la idea de nación a la existencia, entre otros nexos, de una lengua común a sus gentes, dando con ello, quizás involuntariamente, argumentos al provincialismo catalán del momento, y en un futuro a las tesis radicales del federalismo y nacionalismo.
También existen diferentes grupos de apuntes que conservaron algunos de sus discípulos y que sirvieron para la edición de sus, Lecciones de filosofía, publicadas tardíamente por la Universidad en 1920. En ellos se aprecia la “filosofía escocesa” como punto de partida para distinguir los asuntos físicos de los del espíritu, al tiempo que reconoce la imposibilidad humana de entender las cuestiones metafísicas, que pertenecen al terreno de la teología. Discutía el escepticismo y el ateísmo a los cuales podía llevar el racionalismo radical, materialista: la existencia de Dios la consideraba indemostrable, solo podía ser aceptada como necesidad intrínseca a la constitución espiritual humana. Ni la razón ni la fe son fundamentos sistemáticos de esta “filosofía del sentido común”, sino la conciencia: las cosas no son en sí, es la conciencia la que da la percepción de las cosas. El sentido común no se refiere a la posibilidad de un conocimiento objetivo a todo ser humano, sino a la capacidad de estudiar la naturaleza del aparato epistemológico y aplicarla al estudio de los fenómenos externos mediante la observación (psicologismo). Esta forma de entender el conocimiento –donde ha sido vista la influencia de Kant- estimulaba la metodología científica y la integraba en una visión ilustrada del mundo que no interfería con la fe. Pero las circunstancias de la Europa revolucionaria y el giro reaccionario del papado de Pío IX desdeñaron esta filosofía conciliadora, de modo que a su muerte, el mundo cultural catalán se dividió entre el neotomismo universitario y el positivismo. 
La falta de continuidad del pensamiento de Llorens en la cátedra que dejó vacante dificultó el crecimiento de su escuela, aunque con posterioridad sí tuvo apologistas y continuadores que defendieron la existencia de una “Escuela Catalana de Pensamiento” fundada en Llorens: Francisco de Asís Masferrer y Arquimbau, Tomás y Joaquim Carreras y Artau, Jaume Serra i Hunter, Norbert Bilbeny. Lo que sí dejó es una marca de estilo que después ha caracterizado el pensamiento político conservador catalán: el seny o sentido común.

## Obra
- Oración inaugural que en la solemne apertura de estudios del año 1854 a 1855 dijo en la Universidad de Barcelona D. Javier Llorens y Barba, Barcelona, Tipografía Tomás Gorchs, 1854
- Lecciones de Filosofía. Explicadas en la Universidad Literaria de Barcelona durante los cursos de 1864-65 y 1867-68 por el catedrático Dr. D. Francisco Javier Llorens y Barba, taquigrafiadas por su discípulo Dr. D. José Balari y Jubany catedrático de Taquigrafía, 3 vol., Barcelona, Publicaciones de la Facultad de Filosofía y Letras de la Universidad de Barcelona, 1920;
- Iniciació a la Filosofia (Apunts del curs de Filosofia, de 1867. De la Unitat de la Filosofia. Del pensament filosòfic), Barcelona, Editorial Barcino, 1933, (versión de P.M. i P., prólogo de T. Carreras i Artau);